# No lliguis amb desconeguts
No lliguis amb desconeguts (títol original: Mojave Moon) és una pel·lícula estatunidenca dirigida per Kevin Dowling, estrenada l'any 1996. Ha estat doblada al català.

## Argument
Al McCord dina al seu restaurant favorit quan creua una seductora dona jove, Ellie, que vol anar al desert de Mojave, on viu la seva mare, Julie. Decideix portar-la amb ell. Aleshores apareixen els problemes. Mentre que Ellie comença a enamorar-se d' Al, aquest, per la seva banda, cau sota l'encant de la seva mare, malgrat la presència del company d'aquesta que resulta estar veritablement boig. Paral·lelament a aquestes històries d'amor improbables, tenen lloc estranys i graciosos esdeveniments, als quals Al ha de buscar una explicació.

## Repartiment
- Danny Aiello: Al McCord
- Anne Archer: Julie
- Alfred Molina: Sal
- Michael Biehn: Boyd
- Jack Noseworthy: Kaiser
- Angelina Jolie: Eleanor "Ellie" Rigby
- Peter MacNicol: reparador rodes
- Lewis Arquette: Charlie